# Bosnalijek
Bosnalijek — международная фармацевтическая компания, специализирующаяся на производстве лекарственных препаратов в области неврологии, кардиологии, педиатрии, гастроэнтерологии, оториноларинологии, дерматологии. Штаб-квартира расположена в городе Сараево, Босния и Герцеговина. Имеет представительство в Москве.

## История
Впервые «Босналек» появился в 1951 году. Крупнейший производитель лекарственных средств на территории Боснии и Герцеговины, с обширной производственной программой, которая включает в себя 160 лекарственных средств, на основе 83 различных генерических наименований. Помимо лекарственных средств, производственная программа включает одну пищевую добавку, три дезинфицирующих средства для медицинского применения и четыре дезинфицирующих средства для домашнего применения.
Босналек производит широкий спектр лекарственных средств для перорального, парентерального и наружного применения, с воздействием на пищеварительную систему и метаболизм, сердечно-сосудистую систему, системные инфекции, кожу, опорно-двигательную, нервную и дыхательную системы, а также производит системные гормональные препараты (кроме препаратов половых гормонов).
Компания имеет: исследовательский центр; лабораторию по предварительному исследованию активных и вспомогательных компонентов; оборудование для производства твёрдых, полутвёрдых и жидких пероральных форм; автоматизированный склад на базе IT-системы управления хранением SAP. Штаб-квартира расположена в Сараево, с 2003 года Босналек имеет свое представительство в Москве. В марте 2016 года появились три бизнес-единицы (business units): BU-Адриатика, BU-Босния и Герцеговина и BU-Евразия.
С 2016 года при посредничестве компании организовывается этап кубка мира по сноуборду в Москве.